# Seligeria pallens
Seligeria pallens là một loài rêu trong họ Seligeriaceae. Loài này được (Hook. & Wilson) Müll. Hal. mô tả khoa học đầu tiên năm 1848.